# Ґаріб-Канді
Ґаріб-Канді (перс. غریب‌کندی) — село в Ірані, входить до складу дехестану Торкаман у Центральному бахші шахрестану Урмія провінції Західний Азербайджан.